# Dasybasis albohirtipes
Dasybasis albohirtipes är en tvåvingeart som först beskrevs av Ferguson 1921.  Dasybasis albohirtipes ingår i släktet Dasybasis och familjen bromsar. Inga underarter finns listade i Catalogue of Life.